# Grado Labs

## История
Grado Labs — американский производитель наушников и фонокартриджей (головок звукоснимателей). Основана в 1953 году Джозефом Градо (Joseph Grado) в Бруклине.
Grado – одна из старейших «семейных» компаний в аудио, на протяжении почти полувека сохраняет лидирующие позиции в индустрии hi-end audio и звукозаписи.